# 2. slag ved St Albans
Det 2. slag ved St Albans blev udkæmpet den 17. februar 1461 under Rosekrigene i England. Det fandt sted i St Albans i Hertfordshire, hvor Den 1. slag blev udkæmpet i 1455. Hæren fra York-fraktionen under jarlen af Warwick forsøgte at spærre vejen til London nord for byen. Den rivaliserende Lancaster-hær benyttede sig af en bred flankemanøvre til at overrumple Warwick, afskære ham fra London og drive hans hær væk fra slagmarken. Sejrherrerne befriede også den svage kong Henrik 6., som havde været Warwicks fange, fra hans fangenskab. Imidlertid lykkedes det dem i sidste ende ikke at udnytte deres sejr.

## Baggrund
Rosekrigene blev kæmpet mellem tilhængerne af to grene af Plantagenet-dynastiet: Huset Lancaster, repræsenteret af den mentalt ustabile kong Henrik 6., og dem fra det rivaliserende Huset York. Richard af York var kommet på kant med flere af Henriks hofmænd i slutningen af 1440'erne og begyndelsen af 1450'erne. Han blev respekteret som soldat og administrator og blev af sine egne støtter anset til at have et bedre krav på tronen end Henrik. York og hans venner gjorde endelig åbent oprør i 1455. I Det 1. slag ved St Albans vandt York en sejr, men dette løste ikke årsagerne til konflikten. Efter flere forsøg på forsoning blev kampene genoptaget i 1459. I Slaget ved Northampton i 1460 besejrede Richard af Yorks nevø, jarlen af Warwick, en Lancaster-hær og tog kong Henrik, som ikke havde deltaget i slaget, til fange.
York vendte tilbage til London fra sit eksil i Irland og gjorde forsøg på at kræve tronen, men hans støtter var ikke villige til at gå så langt. I stedet blev der indgået en aftale, Act of Accord, hvorved York eller hans arvinger skulle blive konge efter Henriks død. Denne aftale fratog Henriks unge søn, Edvard af Westminster, hans arveret. Henriks hustru, Margrete af Anjou, nægtede at acceptere Act of Accord og tog Edvard med til Skotland for at opnå støtte der. Yorks rivaler og fjender samlede i mellemtiden en hær i Nordengland. York og hans svoger, jarlen af Salisbury (Warwicks far), førte en hær mod nord i slutningen af 1460 for at imødegå disse trusler, men de undervurderede drastisk Lancaster-styrkerne størrelse. I Slaget ved Wakefield blev York-hæren tilintetgjort, og York, Salisbury og Yorks næstældste søn, Edmund, jarl af Rutland, blev dræbt under slaget eller henrettet efter slaget.

## Felttog
Den sejrrende Lancaster-hær begyndte at bevæge sig sydpå mod London. Den blev ledet af forholdsvis unge adelsmænd som hertugen af Somerset, jarlen af Northumberland og Lord Clifford, hvis fædre var blevet dræbt af York og Warwick i Det 1. slag ved St Albans. Hæren indeholdt betydelige kontingenter fra West County og området omkring den skotske grænse, som stort set levede af at plyndre, mens de marcherede sydpå.
Richard af Yorks død efterlod hans 18 år gamle søn Edvard, jarl af March, som den York-fraktionens prætendent til tronen. Han ledte en York-hær i området omkring den walisiske grænse, mens Warwick ledte en anden i London og i sydøst. Naturligvis havde de til hensigt at samle deres styrker for at møde Margretes hær, men Edvard blev forsinket af behovet for at konfrontere en anden Lancaster-hær fra Wales, ledet af Jasper Tudor og hans far, Owen Tudor. Den 2. februar besejrede Edvard Tudors hær i Slaget ved Mortimer's Cross.
Warwick med den tilfangetagne kong Henrik i sit følge rykkede i mellemtiden nordpå for at blokere dronning Margretes hærs vej til London. Han tog en position nord for St Albans tværs over hovedvejen fra nord (den gamle romerske vej kaldet Watling Street), hvor han etablerede flere faste forsvarsværker, herunder kanoner og forhindringer som fodangeler og paveser besat med pigge. En del af hans forsvar brugte det gamle belgiske jordvold kendt som Beech Bottom Dyke. Warwicks styrker blev opdelt i tre dele, som det var almindeligt på det tidspunkt. Han ledte selv hoveddelen i centrum. Hertugen af Norfolk ledte fortroppen til højre og Warwicks bror John Neville befalede den bagtroppen til venstre.
Selvom Warwicks linjer var stærke, vendte de kun mod nord. Margrete var bekendt om Warwicks dispositioner, sandsynligvis gennem Sir Henry Lovelace, forvalter af Warwicks egen husstand. Lovelace var blevet taget til fange af Lancaster-styrkerne i Wakefield, men var blevet skånet fra henrettelsen og løsladt, og han mente, at han var blevet tilbudt det ledige Jarldømme Kent som belønning for at forråde Warwick. Sent den 16. februar tog Margretes hær et skarpt sving mod vest og erobrede byen Dunstable. Omkring 200 lokale folk under byens slagter forsøgte at modstå dem, men blev med lethed splittet. Warwicks spejdere fejlede i at opdage dette træk.

## Slagets gang
Fra Dunstable rykkede Margretes styrker sydøst om natten mod St Albans. De Lancaster-styrkernes fortrop angreb byen kort efter daggry. Da de stormede op ad bakken forbi klostret, blev de i byens centrum mødt af York-bueskytter, der skød på dem fra husvinduerne. Dette første angreb blev afvist. Da de omgrupperede sig ved vadestedet over floden Ver, søgte de Lancaster-hærførerne en anden vej ind i byen. Dette blev fundet, og et andet angreb blev påbegyndt langs linjen Folly Lane og Catherine Street. Dette andet angreb blev ikke mødt af nogen modstand, og York-bueskytterne i byen blev nu omgået. De fortsatte dog med at kæmpe fra hus til hus og blev først endelig besejret flere timer senere.
Efter at have erobret selve byen vendte Lancaster-hæren sig mod nord mod John Nevilles bagtrop, placeret på Bernards Heath. Under de fugtige forhold, svigtede affyringen af mange af York-styrkernes 'kanoner og håndvåben, da deres pulver var blevet vådt. Warwick havde besvær med at frigøre sine andre enheder fra deres befæstninger og vende dem om til at møde Lancaster-hæren, så York-hærens dele blev til kamp én efter én i stedet for på en koordineret måde. Bagtroppen, der forsøgte at styrke byens forsvarere, blev engageret og spredt. Det er blevet foreslået, at kontingentet fra Kent York-hæren under Lovelace deserterede på dette tidspunkt, hvilket forårsagede yderligere forvirring i York-hærens rækker, skønt senere historikere antyder, at Lovelaces rolle som 'en syndebuk' blev skabt af Warwick som en undskyldning, der skulle redde hans ansigt, for at skjule hans egen 'komplet dårlige ledelse' af slaget. Lovelace fik med sikkerhed ikke frataget sin ære, liv og gods efter Slaget ved Towton.
Sidst på eftermiddag angreb Lancaster-hæren mod nordøst ud af St Albans for at møde York-hærens hoved- og bagtrop under Warwick og Norfolk. Da skumringen begyndte (hvilket ville have været meget tidligt om aftenen på denne tid på året og i det dårlige vejr), indså Warwick, at hans mænd var i undertal og i stigende grad demoraliseret, og trak sig tilbage med sine resterende styrker (ca. 4.000 mand) til Chipping Norton i Oxfordshire.
En krønikeskriver estimerede de samlede døde til 2.000 mand. En anonym krønikeskriver nedskrev det nøjagtige tal 1.916.

## Efterspil
Da york-styrkerne trak sig tilbage, efterlod de den forvirrede kong Henrik, som formodes under slaget at have brugt siddet under et træ og sunget. To riddere (den ældre Lord Bonville og Sir Thomas Kyriell, en veteranhærfører under Hundredårskrigen) havde svoret at nægte ham at komme til skade og forblev hos ham hele vejen igennem. Den næste morgen spurgte Margrete sin søn, den syv-årige Edvard af Westminster, hvordan de to, begge riddere af Hosebåndsordenen, mon skulle dø. Edvard, således tilskyndet tul det, beordrede dem halshugget. John Neville var blevet taget til fange, men undgik henrettelse, da hertugen af Somerset frygtede, at hans egen yngre bror, der var i York-fraktionens hænder, kunne blive henrettet som gengældelse.
Henrik den unge prins Edvard til ridder, og han slog yderligere 30 Lancaster-ledere til ridder. Den ene var Andrew Trollope, en erfaren kaptajn, der havde deserteret York-hæren under Slaget ved Ludford Bridge i 1459, og som af mange blev regnet som planlæggeren af Lancaster-fraktionens sejre i Wakefield og St Albans. I St Albans havde han skadet sin fod ved at træde på en af Warwicks fodangeler, men han hævdede alligevel at have dræbt femten York-soldater. William Tailboys nævnes også som værende blevet slået til ridder af Henrik 6. efter slaget.
Skønt Margrete og hendes hær nu kunne marchere uden modstand videre til London, gjorde de det ikke. Lancaster-hærens ry for plyndring fik londonerne til at spærre portene. Dette fik igen Margrete til at tøve, ligesom nyheden om Edvard af Marchs sejr ved Mortimer's Cross. Lancaster-hæren træk sig tilbage gennem Dunstable og mistede mange skotter og grænsefolk, der deserterede og vendte hjem med det bytte, som de allerede havde samlet. Edvard af March og Warwick gjorde deres indtog i London den 2. marts, og Edvard blev hurtigt udråbt til kong Edvard 4. af England. Inden for få uger havde han sikret sit greb om magten med en afgørende sejr i Slaget ved Towton.
Måske den mest betydningsfulde person, der blev dræbt i Slaget ved St Albans, i det mindste med hensyn til dets dynastiske resultater, var John Grey af Groby, hvis enke Elizabeth Woodville giftede sig med Edvard 4. i 1464.

## 550-års jubilæum
For at fejre slagets 550-års jubilæum var Battlefields Trust vært for en konference om slaget den 26.-27. februar 2011 tæt på slagmarken. Konferencen indeholdt autentiske genskabelse af slaget af Medieval Siege Society og en guidet tur på slagmarken og kulminerede i en sjælemesse for de faldne i St. Saviour's Church, ledet af fader Peter Wadsworth.

## Fodnoter
1. ↑  Selvom en række sekundære kilder refererer til sne, har den seneste forskning vist, at der ikke er nogen henvisninger til sne i nogen primære kilder. Man mener nu at denne henvisning til sne stammer fra en forveksling med Slaget ved Towton, seks uger senere, hvor snevejr er tydeligt bevidnet. Se Burley et al, s73